# Správní obvod obce s rozšířenou působností Kralupy nad Vltavou
Správní obvod obce s rozšířenou působností Kralupy nad Vltavou je od 1. ledna 2003 jedním ze tří správních obvodů rozšířené působnosti obcí v okrese Mělník ve Středočeském kraji. Čítá 18 obcí.
Město Kralupy nad Vltavou je zároveň obcí s pověřeným obecním úřadem, přičemž oba správní obvody jsou územně totožné.

## Seznam obcí
Poznámka: Města jsou vyznačena tučně.
- Dolany nad Vltavou
- Dřínov
- Hostín u Vojkovic
- Chvatěruby
- Kozomín
- Kralupy nad Vltavou
- Ledčice
- Nelahozeves
- Nová Ves
- Olovnice
- Postřižín
- Újezdec
- Úžice
- Veltrusy
- Vojkovice
- Všestudy
- Zlončice
- Zlosyň

## Obyvatelstvo
| Rok  | Obyv.  | ± %     |
| ---- | ------ | ------- |
| 1869 | 12 986 | —       |
| 1880 | 15 584 | +20 %   |
| 1890 | 16 452 | +5,6 %  |
| 1900 | 19 403 | +17,9 % |
| 1910 | 21 744 | +12,1 % |

| Rok  | Obyv.  | ± %     |
| ---- | ------ | ------- |
| 1921 | 21 940 | +0,9 %  |
| 1930 | 24 468 | +11,5 % |
| 1950 | 22 831 | −6,7 %  |
| 1961 | 24 260 | +6,3 %  |
| 1970 | 26 961 | +11,1 % |

| Rok  | Obyv.  | ± %     |
| ---- | ------ | ------- |
| 1980 | 28 512 | +5,8 %  |
| 1991 | 27 097 | −5 %    |
| 2001 | 26 863 | −0,9 %  |
| 2011 | 31 187 | +16,1 % |
| 2021 | 33 242 | +6,6 %  |